# Paul Davis (Sänger)
Paul Lavon Davis (* 21. April 1948 in Meridian, Mississippi; † 22. April 2008 ebenda) war ein US-amerikanischer Singer-Songwriter, Musiker und Produzent, dessen vielfältige Aufnahmen von Pop, über Softrock und Soul bis hin zu Country reichen. Seine größten Erfolge gelangen ihm in den 1970er und 1980er Jahren, darunter die Pop-Hits I Go Crazy und ’65 Love Affair.

## Karriere
Paul Davis begann seine Karriere Mitte der 1960er Jahre in lokalen Mississippi-Rockbands wie Six Soul Survivors und The Endless Chain. Im Jahr 1968 wurde er Songwriter bei Malaco in Jackson. Mehrere der Blues- und R&B-Künstler des Labels nahmen seine Werke auf. Seine ersten eigenen Platten nahm er ab 1969 auf. Ab dem darauffolgenden Jahr war er in den US-Charts vertreten und konnte bis in die 1980er Jahre sowohl große Hits in den Pop, Adult Contemporary- als auch in den Country-Charts landen. Als Songschreiber war er auch in den Disco- und R&B-Hitlisten vertreten. Sein Debütalbum A Little Bit of Paul Davis, das 1971 erschien, enthält Soul-Einflüsse.
Seine erfolgreichsten Songs waren die Ballade I Go Crazy aus dem Jahr 1977, Platz sieben in den USA, der seinerzeit mit 40 Wochen den Rekord für den längsten Chartlauf in den Billboard Hot 100 hielt. Außerdem ’65 Love Affair aus dem Jahr 1982, das auf Platz sechs seine höchstplatzierte Single war. Ein weiterer Pop-Hit, Cool Night, verpasste Ende 1981 auf Platz elf die Top 10 nur knapp. Einige seiner Aufnahmen jener Jahre können auch dem Yacht-Rock-Genre zugeordnet werden.
Davis nahm seit vielen Jahren hin und wieder Country-Elemente in seine Musik auf und hatte bereits 1975 mit der Single Ride ’em Cowboy und dem gleichnamigen Album erste Erfolge im Genre feiern können. Diesen Song nahmen unter anderem auch David Allan Coe und Juice Newton jeweils auf und hatten damit 1984 kleinere Hits. Ein Jahr später gelangte die von Davis geschriebene Ballade Meet Me in Montana von Marie Osmond und Dan Seals auf Platz eins der Country-Charts. Seals war wie Davis zuvor über Jahre hinweg mit Softrock-Aufnahmen in den Pop-Charts erfolgreich gewesen.
Dies war die Grundlage für zwei große Nummer-eins-Hits in den Country-Charts, bei denen Davis auch selbst ans Mikro trat. You’re Still New to Me gelangte, erneut mit Marie Osmond, Ende 1986 an die Spitze. Anfang 1988 folgte I Won’t Take Less Than Your Love mit Tanya Tucker und Paul Overstreet. Beide Aufnahmen brachten ihm Nominierungen bei den wichtigsten Country-Preisen, den CMA und ACM Awards ein.
Die Zusammenarbeit mit Osmond, Seals, Overstreet und Tucker setzte Davis in den folgenden Jahren fort. Für Seals schrieb Davis den Nummer-eins-Erfolg Bop. Für Tucker schrieb er Lieder für ihr Comeback-Album auf Capitol, Girls Like Me, darunter Just Another Love,  1986 ebenfalls Platz eins der Country-Charts. Auch die Tucker-Hits Love Me Like You Used to (1987) und Down to My Last Teardrop (1991), jeweils Platz zwei in den Country-Charts, stammen von Davis. Overstreet und Osmond übernahmen ebenfalls Kompositionen von Davis auf ihre Alben. Andere Country-Größen zogen nach: Ronnie Milsap verdankte 1992 seinen letzten Top-10-Erfolg einer Davis-Komposition: Turn That Radio on. Lorrie Morgan hatte mit Back in Your Arms Again 1995 einen Top-5-Hit.
Sein Duett mit Marie Osmond hatte noch nicht die Charts erreicht, da wurde Davis in Nashville Opfer eines Raubüberfalls auf offener Straße. Am 29. Juli 1986 verließ Davis mit einer Begleiterin ein Hotel in der Music Row, als ein unidentifizierter Mann auf ihn zukam, seine Brieftasche verlangte und ihn in den Unterleib schoss. Davis überlebte schwer verletzt. Nach seiner Genesung unterzeichnete er einen weiteren Plattenvertrag, er scheute sich jedoch im Gegensatz zu seinem Softrock-Kollegen Dan Seals, als Country-Act in eine Schublade gesteckt zu werden. Cool Night von 1981 blieb sein letztes Studioalbum.
Davis starb im April 2008 einen Tag nach seinem 60. Geburtstag an den Folgen eines Herzinfarkts. Zwei Jahre später wurde posthum in die Nashville Songwriters Hall of Fame aufgenommen.
Er ist nicht zu verwechseln mit dem gleichnamigen Country-Sänger aus West Virginia, der 1960 mit One of Her Fools einen Hit in den Country-Charts hatte.

## Diskografie

### Alben
| Jahr | Titel                            | Höchstplatzierung, Gesamtwochen, AuszeichnungChartplatzierungen (Jahr, Titel, Platzierungen, Wochen, Auszeichnungen, Anmerkungen) | Höchstplatzierung, Gesamtwochen, AuszeichnungChartplatzierungen (Jahr, Titel, Platzierungen, Wochen, Auszeichnungen, Anmerkungen) | Anmerkungen |
| Jahr | Titel                            | US | Country | Anmerkungen |
| ---- | -------------------------------- | --- | --- | ----------- |
| 1974 | Ride ’Em Cowboy                  | US148 (6 Wo.)US | Country19 (7 Wo.)Country | Bang        |
| 1977 | Singer of Songs: Teller of Tales | US82 (18 Wo.)US | — | Bang        |
| 1980 | Paul Davis                       | US173 (4 Wo.)US | — | Bang        |
| 1981 | Cool Night                       | US52 (29 Wo.)US | — | Arista      |

Weitere Alben
- 1970: A Little Bit of Paul Davis (Bang)
- 1972: Paul Davis (Bang)
- 1976: Southern Tracks & Fantasies (Bang)
- 1982: The Best of Paul Davis
- 1983: Very Best of Paul Davis – I Go Crazy
- 1995: Greatest Hits
- 1999: Sweet Life: His Greatest Hit Singles
- 2008: Super Hits

### Singles
| Jahr | Titel Album                                              | Höchstplatzierung, Gesamtwochen, AuszeichnungChartplatzierungen (Jahr, Titel, Album, Platzierungen, Wochen, Auszeichnungen, Anmerkungen) | Höchstplatzierung, Gesamtwochen, AuszeichnungChartplatzierungen (Jahr, Titel, Album, Platzierungen, Wochen, Auszeichnungen, Anmerkungen) | Anmerkungen       |
| Jahr | Titel Album                                              | US | Country | Anmerkungen       |
| ---- | -------------------------------------------------------- | --- | --- | ----------------- |
| 1970 | A Little Bit of Soap A Little Bit of Paul Davis          | US52 (12 Wo.)US | — |                   |
| 1970 | I Just Wanna Keep It Together A Little Bit of Paul Davis | US51 (9 Wo.)US | — |                   |
| 1973 | Boogie Woogie Man Paul Davis                             | US68 (9 Wo.)US | — |                   |
| 1974 | Ride ’Em Cowboy                                          | US23 (18 Wo.)US | Country47 (8 Wo.)Country |                   |
| 1975 | Keep Our Love Alive –                                    | US90 (2 Wo.)US | — |                   |
| 1976 | Thinking of You Southern Tracks & Fantasies              | US45 (10 Wo.)US | — |                   |
| 1976 | Superstar Southern Tracks & Fantasies                    | US35 (9 Wo.)US | — |                   |
| 1977 | I Go Crazy Singer of Songs – Teller of Tales             | US7 (40 Wo.)US | — |                   |
| 1978 | Darlin’ Singer of Songs – Teller of Tales                | US51 (6 Wo.)US | — | mit Susan Collins |
| 1978 | Sweet Life Singer of Songs – Teller of Tales             | US17 (21 Wo.)US | Country85 (4 Wo.)Country |                   |
| 1980 | Do Right Paul Davis                                      | US23 (14 Wo.)US | — |                   |
| 1980 | Cry Just a Little Paul Davis                             | US78 (4 Wo.)US | — |                   |
| 1981 | Cool Night                                               | US11 (19 Wo.)US | — |                   |
| 1982 | 65 Love Affair Cool Night                                | US6 (20 Wo.)US | — |                   |
| 1982 | Love or Let Me Be Lonely Cool Night                      | US40 (10 Wo.)US | — |                   |

Weitere Singles
- 1970: Can’t You

### Gastbeiträge
| Jahr | Titel Album                                               | Höchstplatzierung, Gesamtwochen, AuszeichnungChartplatzierungen (Jahr, Titel, Album, Platzierungen, Wochen, Auszeichnungen, Anmerkungen) | Höchstplatzierung, Gesamtwochen, AuszeichnungChartplatzierungen (Jahr, Titel, Album, Platzierungen, Wochen, Auszeichnungen, Anmerkungen) | Anmerkungen                        |
| Jahr | Titel Album                                               | US | Country | Anmerkungen                        |
| ---- | --------------------------------------------------------- | --- | --- | ---------------------------------- |
| 1987 | You’re Still New to Me I Only Wanted You                  | — | Country1 (21 Wo.)Country | mit Marie Osmond                   |
| 1988 | I Won’t Take Less Than Your Love Love Me Like You Used To | — | Country1 (24 Wo.)Country | mit Tanya Tucker & Paul Overstreet |
| 1988 | Sweet Life All in Love                                    | — | Country47 (8 Wo.)Country | mit Marie Osmond                   |